# 山下町第一洞穴遺跡
座標: 北緯26度12分03秒 東経127度40分22秒 / 北緯26.2008332度 東経127.6728385度

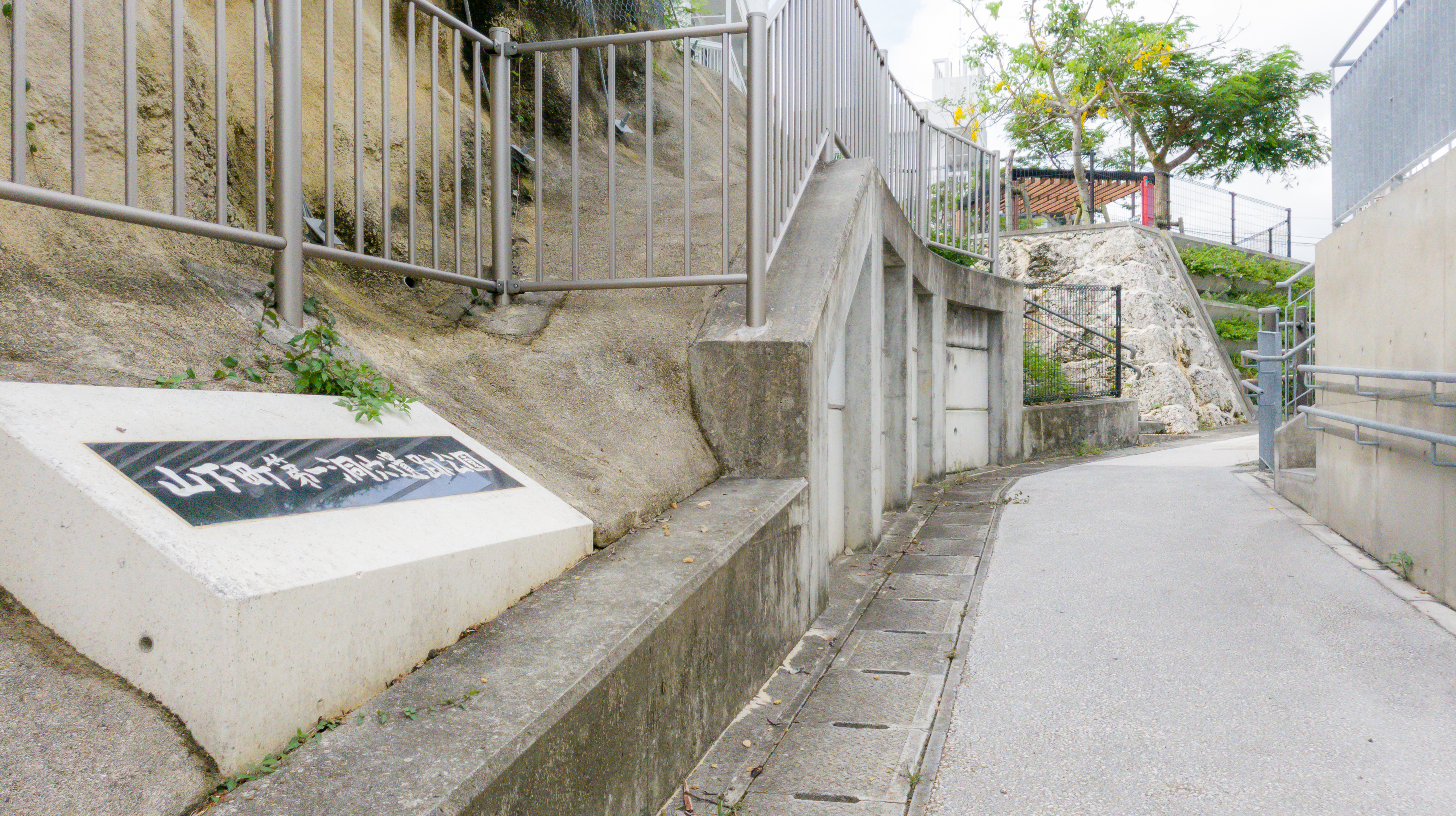
山下町第一洞穴遺跡公園

山下町第一洞穴遺跡（やましたちょうだいいちどうけついせき）は、沖縄県那覇市にある旧石器時代の遺跡。1962年（昭和37年）に発見され、日本最古とされる山下洞人の人骨や旧石器が出土した。

## 位置
沖縄本島南部の那覇市山下町167番地に存在する洞窟である。現在は公園として整備されている。

## 地勢
沖縄本島南部の地形は、島尻層群と呼ばれる新第三系が土台となり、それを覆うように琉球石灰岩と呼ばれる石灰岩層がほぼ水平に海岸に沿って広がっている。島尻層群は海成層であり、シルト岩を中心にして、下は厚い砂岩層が発達している。琉球石灰岩は古い方から、那覇石灰岩、読谷石灰岩、牧港石灰岩に三区分されている。
那覇港の南岸に平行して東西方向に直線的に連なる海抜40mの那覇石灰岩の丘陵があり、その北側は急斜面ないし絶壁を形成している。この丘陵には幾つかの洞穴が開口しているが、山下町第一洞穴はその北斜面中腹に形成されたものの一つで、南北に開口する間口は約1.2m、奥行き5.5m、高さ3.2mである。

## 発見の経緯
アメリカ施政権下の1962年（昭和37年）、神事を行っていたコザ市（現・沖縄市）在住の比嘉初子が、第一洞穴から多くのシカの化石骨を発掘し、琉球政府文化財保護委員会へ届けたのが発端である。その中に人為的な加工を施された骨が数点見つかり、現地を視察した同委員会の宮里栄輝と沖縄大学の高宮廣衞が緊急調査を行うことを決定した。

## 調査
第一次調査は琉球政府文化財保護委員会が主体となって1962年12月28日～31日の4日間行われ、多和田真淳・高宮廣衞を責任者に沖縄大学学生が3人、それに地主が立ち会った。
さらに1968年（昭和43年）、東京大学に設置された「沖縄洪積世人類遺跡調査団」によって第二次調査が行われた。

## 出土物

### 石器
1962年の発掘調査で、更新世と考えられる木炭層から3点の旧石器が出土した。この木炭層は、人間により整地された「生活面」と考えられ、焼土（炉跡）、焼礫集中部（礫群）という遺構が存在していた。年代は約3万2,000年前と測定されている。
石器の石材は洞穴内に自然に存在したものでなく、別の場所から持ち込まれた搬入石材であり、さらに同石材（細粒砂岩）は石器の素材としての条件を十分に満たしたものであった。つまり、石器として人間によって持ち込まれた石材であったのである。
石器表面の観察では、3点共に自然礫に人為的な打痕、磨耗痕、それに打割調整と整形痕が認められ、石器として使用された製品（人工品）であることが確実とみられる。

### 人骨
1968年の第二次発掘調査で、脛骨1点、大腿骨1点、腓骨1点の計3点の化石人骨片が出土した。これらの人骨と石器が出土した層準はほぼ同じ時期とされ、これは日本で初めて両者が供伴した重要な遺跡といえる。